# Julija Sanina

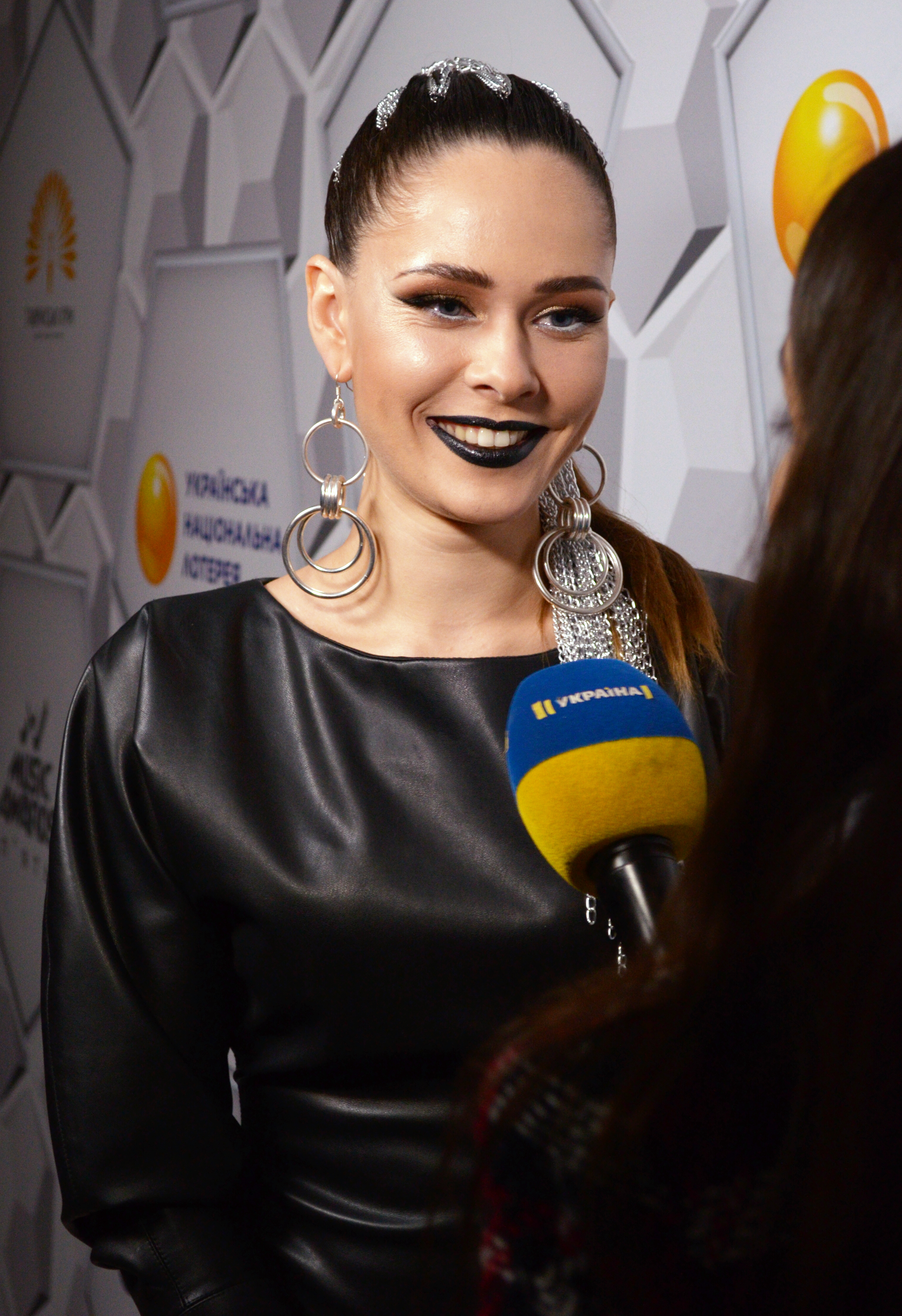
Julija Sanina, 2019

Julija Sanina (ukrainisch Юлія Саніна, Geburtsname Ю́лія Олекса́ндрівна Голова́нь Julija Oleksandriwna Holowan; * 11. Oktober 1990 in Kiew, Ukrainische SSR) ist eine ukrainische Sängerin und Bandmitglied der ukrainischen Rockband The Hardkiss.

## Leben und Karriere
Julija Sanina kam als Julija Oleksandriwna Holowan als Tochter einer Musikerfamilie in Kiew zur Welt und sang bereits im Alter von drei Jahren als Solistin in dem von ihrem Vater geleiteten Ensemble. Sie lernte an einer Kiewer Musikschule in der Klasse für Jazz und Pop Art und sammelte währenddessen Bühnenerfahrung durch Auftritte mit unter anderem der Jugend-Jazz-Band Sister Siren und gelegentlichen Soloauftritten.
Julija gewann bereits in dieser Zeit einige Musikwettbewerbe, darunter im Alter von 16 Jahren, die Fernseh-Castingshow Хочу быть звездой „Ich möchte ein Star sein“. Nach ihrem Abitur begann sie ein Studium der Philologie an der Taras-Schewtschenko-Universität, das sie 2013 mit einem Master-Abschluss in Folklore abschloss.
Im September 2011 gründete sie, gemeinsam mit dem Musikproduzenten Waleryj Bebko, ihrem späteren Ehemann, das russischsprachige Popduo Val & Sanina, das sich nach einem Imagewechsel und der Verwendung der englischen Sprache in ihren Liedtexten The Hardkiss nannte. Mit dieser Band nahm sie am ukrainischen nationalen Vorentscheid für den Eurovision Song Contest 2016 teil und belegte mit ihrem zweisprachigen Song Helpless den zweiten Platz.
2016 war sie, neben Verka Serduchka, Konstantyn Meladse (Константин Шотович Меладзе) und Anton Sawlepow (Антон Олегович Савлепов) Jurymitglied in der siebten Staffel der vom ukrainischen Fernsehsender STB ausgestrahlten Casting-Show X-Factor Ukraine („Ti-Zirka“).
Als Synchronsprecherin stellte sie 2017 für die ukrainische Synchronisation des Trickfilms Die Schlümpfe – Das verlorene Dorf der Schlumpfine sowie 2023 für die Rolle der Undine in Mavka – Hüterin des Waldes ihre Stimme zur Verfügung. 2018 gewann sie die Auszeichnung Viva! Das Schönste-2018 der ukrainischen Zeitschrift Viva!
Beim Eurovision Song Contest 2023 in Liverpool war sie Teil des Moderationsteams.

## Diskografie

### Live-Alben
- 2024: Special Kiss. Live

### Singles (Auswahl)
- 2019: Вільна (mit Tina Karol)
- 2025: Higher Calling (mit Korolova)